# Varanus bitatawa
Varanus bitatawa is een grote hagedis uit de familie van de varanen (Varanidae).

## Ontdekkingsgeschiedenis
Varanus bitatawa werd voor het eerst in 2010 wetenschappelijk beschreven door een groep Amerikaanse onderzoekers van de Universiteit van Kansas onder leiding van herpetoloog Rafe Brown. De groep bestond uit Luke J. Welton, Cameron D. Siler, Daniel Bennett, Arvin Cantor Diesmos, Mariano Roy Duya, Roldan Dugay, Edmund Leo B. Rico, Merlijn Van Weerd en Rafe Marion Brown.
De schuwe Varanus bitatawa was bij lokale bevolking, de Aeta en de Illongot, al lang bekend als de Bitatawa en wordt door hen beschouwd als een lekkernij. Wetenschappers kwamen het dier echter pas in 2001 voor het eerst op het spoor toen de Nederlandse bioloog Merlijn van Weerd een foto nam van een exemplaar dat was gevangen door lokale jagers. Pas in 2009 slaagde de groep van de University of Kansas erin om een volwassen exemplaar te traceren en de soort te beschrijven. Uit DNA-tests bleek dat het ging om een nieuwe soort, die verwant was aan Grays varaan (Varanus olivaceus), de andere in de Filipijnen voorkomende grote boomvaraan, en de komodovaraan (Varanus komodoensis), de grootste en bekendste varaan.

## Uiterlijke kenmerken
Varanus bitatawa is een grote varaan die zo'n 2 meter lang en een gewicht van 10 kg kan bereiken. Een volwassen exemplaar is te onderscheiden van de grauwere Grays varaan door de aanwezigheid van gele vlekken op het lichaam.

## Verspreiding en habitat
Varanus bitatawa komt voor in delen van Azië en leeft in afgelegen oerwouden in de Sierra Madre in het noordoostelijke deel van Luzon. De soort leeft er goed verscholen in de bomen waar. De varaan leeft net als Grays varaan voornamelijk van vruchten. Ze hebben daarbij een voorkeur voor de vruchten van de pandanusbomen.